# 間皮細胞
間皮細胞（Mesothelium）是指構成間皮的細胞，間皮由一層細胞組成，位在胸膜或腹膜，心包腔内和器官相接之面上。間皮的功用是提供潤滑，使器官與器官、器官與胸膜與腹膜間都能得到良好的保護，不會互相磨損受傷。而間皮所提供的潤滑和保護作用就是靠間皮細胞所分泌的物質來達成。多半為細胞外基質、玻尿酸類物質。

## 延伸閱讀
這三篇文章提供許多有關間皮細胞的詳細說明，可進一步參考。